# Aurelia Arkotxa
Aurelia Arkotxa Mortalena (Saint-Étienne-de-Baïgorry, 3 de octubre de 1953) es una escritora y académica francesa.

## Trayectoria
Se graduó en la Universidad de Burdeos y en el ASJU con una tesis sobre la obra de Gabriel Aresti. Enseña cultura clásica en la facultad de Bayona; fue cofundadora de una revista literaria y de un diario. Investiga la lengua vasca y sus textos con IKER en el Centro nacional de investigación científica; es directora de la revista Lapurdum.
En 2003, fue nombrada miembro asociada de la academia; en el año 2007, miembro de la Academia vasca y el 3 de noviembre de 2009, vicepresidenta.

## Obras
Poesía
- Atari ahantziak, 1993, Pamiela.

Novela
- Septentrio, 2001, Alberdania. (en euskera)
- Septentrio, 2006: Les éditions de l'Atelier du héron, Collection Pérégrins Archivado el 4 de marzo de 2016 en Wayback Machine., Bruselas. (en francés))
- Fragmentuak, 2009, Utriusque Vasconiae, Donostia-Saint-Sébastien.

Ensayo
- Bazterrez, 2009, Euskaltzaindia.

Investigaciones
- Xabier Lete, un poète engagé sous le franquisme, une conception de la finalité du langage poétique, 1980.
- Imaginaire et poésie dans Maldan behera de Gabriel Aresti (1933–1975), éditions ASJU, Donostia-Saint-Sébastien, 1993.
- Euskal kritika gaur, en colaboración con Mari Jose Olaziregi, Eusko Ikaskuntza, Donostia, 2002.[3]
- Euskal gramatikari eta literaturari buruzko ikerketak XXI. mendearen atarian, en colaboración con Lurdes Otaegi, Euskaltzaindia, Iker, Bilbao, 2003.

Otras obras
- Pensées, études et voyages de 1835. Antoine D'Abbadie en colaboración con Patri Urkizu y Fermin Arkotxa, Euskaltzaindia, 1997, 486 páginas.
- El taller del escritor, génesis y edición de textos en collaboration avec Javier Lluch et Mari Jose Olaziregi, ouvrage collectif, UPV, Vitoria.
- Histoire littéraire des textes basques XVI-XVIIème siècle . en colaboración con Bernard Oyharçabal, éditions Utriusque Vasconiae, Donostia-San Sebastián.[4]

Artículos
- En colaboración con Bernard Oyharçabal, CNRS
  - Changements et variantes dans lana versification basque du XVIIème siècle,[5] 2008, Baiona.
  - Desarrollo y edición de las letras septentrionales, Center for Basque Studies-Université du Nevada à Reno.
  - Lanas primicias de lanas letras vascas, Center fuere Basque Studies-University of Nevada, Reno.
- L’Art Poétique basque d’Oihenart (1665), 2005, Université de Palo et des Pays de l’Adour, Bayonne, 209-245.
- Les Linguæ Vasconum Primitiæ de Bernard Dechepare (Bordeaux, 1545), 2003, Agen, 117-132.
- L’enseignement du français à travers lana traduction en basque des fables de Lana Fontaine au XIXème siècle: Archu (1948), Goyhetche (1852), 2006, Begoña Bilbao.[6]
- Del lamento por la muerte de Ricardo Arregi, ouvrage collectif Cien años de poesía vasca, ed.: Joana Sabadell-Nieta, Jon Kortazar, Lucia Fraga, José Paz-Gago, éditions Peter Lang, 451-460.
- Fables traduites en basque en Pays basque de France au XIXe siècle : Archu (1848) Goyhetche (1852), 2006, Montpellier.
- Writing in Basque and in French in the Global Frame, 2008, Center fuere Basque Studies, University of Nevada, Reno (USA).
- Vision des Pyrénées à travers quelques textes basques (XIXème-XXème), 2008, Iruña-Pampelune.
- Analyse paratextuelle du Linguae Vasconum Primitiae (1545) de Bernard Etchepare, 2007, Universidad del País Vasco, Vitoria.
- Dossier génétique de Mimodramak & Ikonoak du poète Juan María Lekuona, Vitoria.
- En collaboration avec François Mimiague : Lana société basque et lana mer affrontée Expression littéraire de lana représentation du risque au début du XVIIe siècle, 2008, Clermont-Ferrand.

Poemas
- Urrisoro denboran Archivado el 12 de junio de 2010 en Wayback Machine., 1993;
- Nausikaa Archivado el 12 de junio de 2010 en Wayback Machine., 1993;
- Carpaccioren sano giorgiorekin Archivado el 12 de junio de 2010 en Wayback Machine., 1993;
- Lotarik itzartzean Archivado el 12 de junio de 2010 en Wayback Machine., 1993.

Otros trabajos
- Siglo XVI: Las primicias de las letras vascas, Arcocha-Scarcia A., Oyharçabal B., Historia de la literatura vasca, 2009.
- Siglo XVII: Desarrollo y edición de las lettres vascas septentrionales, Arcocha-Scarcia A., Oyharçabal B., Historia de la literatura vasca, 2009.
- Thématique maritime et variations transtextuelles sur le motif de la tempête en mer dans les lettres basques des XVI - XVIIIe siècles.
- Eguiatéguy, lecteur de Ioannes Etcheberri de Ciboure, Lapurdum IX, IX, 2004.
- Manuscrits relatifs aux fables de La Fontaine et de Florian traduites et adaptées du français au basque labourdin par Martin Goyhetche (1791-1859), Lapurdum VIII - Euskal ikerketen aldizkaria, VIII, 2003, 25-83.
- La tempête en mer dans la littérature d'expression basque des XVIIe et XVIIIe siècles, Zainak - "Cuadernos de Sección. Antropología-Etnografía", 21,2002, 269-278.
- La mirada malévola de la luna en "La ahijada" de J. Mirande (1925-1972), 2000, 312-331.
- Géotemporalité de l'enfer dans le "Guero" de Pedro de Axular, Lapurdum IV - Numéro spécial : Euskal literatura Axularren aroan, IV, 1999, 95-104.
- "Ternuaco Penac" deitu idazkiaz zenbait ohar, Lapurdum Revue d'études basques, III (1998) 103-123.
- Bidaia-Ikuspenak A. Abbadiaren 1835eko Karnetean.
- Mirande eta Thanatos : Heriotz heroikoa, 1997, 17-36.
- Arestiren hiri mitikoak, Hegats - Literatur aldizkaria, 15/16, 1997, 65-78.
- L'Orient comme virtualité dans le carnet de 1835 d'A. d'Abbadie, Lapurdum -Etudes basques, II,1997, 83-91.
- Un texte inédit de René Lafon et Gil Reicher sur le "Linguae Vasconum Primitiae" (1545), Lapurdum - Revue d'études basques, 1, 1996, 87-119.
- Bultzi-leiotik espazio-denboraren korropiloetan.
- Oihenarten amodiozko poesien azterketa konparatiboa, Iker : Oihenarten Laugarren Mendeurrena, 1992, Quatrième Centenaire d'Oihenart (1992), 8, 1994, 401-450.
- "Maldan behera"ren irakurketa baten inguruan, Hegats - Euskal literatur aldizkaria, 4, 1991, 145-154.